# Abdallah Lamrani
Abdallah Lamrani (in arabo عبد الله العمراني‎?; 1946 – Rabat, 14 aprile 2019) è stato un calciatore marocchino, di ruolo difensore.

## Carriera
Partecipò con la nazionale del Marocco al mondiale 1970 e alle olimpiadi del 1972, giocò inoltre per l'Association Sportive des Forces Armées Royales.